# HMS Bickerton (K466)
HMS Bickerton (K466) là một tàu frigate lớp Captain của Hải quân Hoàng gia Anh hoạt động trong Chiến tranh Thế giới thứ hai. Nó nguyên được Hoa Kỳ chế tạo như chiếc USS Eisele (DE-75), một tàu hộ tống khu trục lớp Buckley, và chuyển giao cho Anh Quốc theo Chương trình Cho thuê-Cho mượn (Lend-Lease). Tên nó được đặt theo Chuẩn đô đốc Sir Richard Bickerton (1727-1792), hạm trưởng chiếc HMS Terrible (1762) và đã từng tham gia cuộc Chiến tranh Độc lập Hoa Kỳ. Nó đã phục vụ trong chiến tranh cho đến khi bị đắm do trúng ngư lôi phóng từ tàu ngầm U-354 vào ngày 22 tháng 8, 1944.

## Thiết kế và chế tạo
Buckley là một trong số sáu lớp tàu hộ tống khu trục được Hải quân Hoa Kỳ chế tạo nhằm đáp ứng nhu cầu hộ tống vận tải trong Thế Chiến II, sau khi Hoa Kỳ chính thức tham chiến vào cuối năm 1941. Chúng hầu như tương tự nhau, chỉ với những khác biệt về hệ thống động lực và vũ khí trang bị. Động cơ của phân lớp Backley bao gồm hai turbine hơi nước General Electric để dẫn động hai máy phát điện vận hành hai trục chân vịt, và dàn vũ khí chính bao gồm 3 khẩu pháo pháo 3 in (76 mm)/50 cal.
Những chiếc phân lớp Buckley (TE) có chiều dài ở mực nước 300 ft (91 m) và chiều dài chung 306 ft (93 m); mạn tàu rộng 37 ft 1 in (11,30 m) và độ sâu mớn nước khi đầy tải là 11 ft 3 in (3,43 m). Chúng có trọng lượng choán nước tiêu chuẩn 1.430 tấn Anh (1.450 t); và lên đến 1.823 tấn Anh (1.852 t) khi đầy tải. Hệ thống động lực bao gồm hai nồi hơi và hai turbine hơi nước General Electric công suất 13.500 mã lực (10.100 kW), dẫn động hai máy phát điện công suất 9.200 kilôwatt (12.300 hp) để vận hành hai trục chân vịt;  công suất 12.000 hp (8.900 kW) cho phép đạt được tốc độ tối đa 23 kn (26 mph; 43 km/h). Con tàu mang theo 359 tấn Anh (365 t) dầu đốt, cho phép di chuyển đến 6.000 nmi (6.900 mi; 11.000 km) ở vận tốc đường trường 12 kn (14 mph; 22 km/h).
Vũ khí trang bị bao gồm pháo 3 in (76 mm)/50 cal trên ba tháp pháo nòng đơn đa dụng (có thể đối hạm hoặc phòng không), gồm hai khẩu phía mũi và một khẩu phía đuôi. Vũ khí phòng không tầm gần bao gồm hai pháo Bofors 40 mm và tám pháo phòng không Oerlikon 20 mm. Con tàu có ba ống phóng ngư lôi Mark 15 21 inch (533 mm). Vũ khí chống ngầm bao gồm một dàn súng cối chống tàu ngầm Hedgehog Mk. 10 (có 24 nòng và mang theo 144 quả đạn); hai đường ray Mk. 9 và bốn máy phóng K3 Mk. 6 để thả mìn sâu. Thủy thủ đoàn đầy đủ bao gồm 200 sĩ quan và thủy thủ.
Con tàu được đặt lườn như là chiếc DE-75 tại xưởng tàu của hãng Bethlehem-Hingham Steel Shipyard ở Hingham, Massachusetts vào ngày 3 tháng 5, 1943,  được đặt tên Eisele vào ngày 27 tháng 5, 1943 và được hạ thủy vào ngày 26 tháng 7, 1943. Tuy nhiên trước đó nó đã được chuyển giao cho Anh Quốc vào ngày 22 tháng 6, 1943, và nhập biên chế cùng Hải quân Anh như là chiếc HMS Bickerton (K466) vào ngày 17 tháng 10, 1943 dưới quyền chỉ huy của Hạm trưởng, Đại úy Hải quân Ernest Michael Thorpe.

## Lịch sử hoạt động
Bickerton đã hoạt động thuần túy cùng Đội hộ tống 5 trong suốt cuộc chiến tranh khi tham gia hộ tống các Đoàn tàu vận tải Bắc Cực và đoàn tàu vượt Đại Tây Dương cũng như hoạt động tại Normandy và eo biển Manche.
Tại vùng biển Bắc Đại Tây Dương vào ngày 6 tháng 5, 1944, Bickerton phối hợp cùng các tàu frigate Aylmer (K463) và Bligh (K467) và hai máy bay Fairey Swordfish thuộc Liên đội Không lực Hải quân 825 xuất phát từ tàu sân bay hộ tống Vindex (D15), trong việc truy tìm tàu ngầm Đức U-765. Nó đã đánh chìm chiếc U-boat bằng mìn sâu tại tọa độ 52°30′B 28°28′T / 52,5°B 28,467°T. 37 thành viên thủy thủ đoàn của U-765 đã tử trận, 11 người sống sót được Bickerton cứu vớt.
Vào ngày 25 tháng 6, Bickerton đã tấn công bằng mìn sâu và đánh chìm tàu ngầm U-boat U-269 trong eo biển Manche, về phía Đông Nam Torquay, ở tọa độ 50°01′B 02°59′T / 50,017°B 2,983°T. 13 thành viên thủy thủ đoàn của U-269 đã tử trận và có 39 người sống sót.
Trong khuôn khổ Chiến dịch Goodwood với ý định tiêu diệt thiết giáp hạm Đức Tirpitz đang ẩn náu trong vũng biển Altafjord, Na Uy, các tàu sân bay hộ tống Trumpeter (D09) và Nabob (D77), được Bickerton hộ tống, đã được phái đến biển Barents. Khoảng 01 giờ 00 ngày 22 tháng 8, Nabob trúng ngư lôi, và sau đó lúc 01 giờ 22 phút đến lượt bản thân Bickerton bị đánh trúng; cả hai cuộc tấn công đều xuất phát từ tàu ngầm U-boat U-354, sử dụng kiểu ngư lôi dò âm G7es (T5). Nabob tiếp tục di chuyển được bằng chính hệ thống động lực của mình và được hộ tống rút lui về Rosyth; nhưng những nỗ lực nhằm cứu Bickerton đều thất bại, nên nó bị tàu khu trục HMS Vigilant phóng ba quả ngư lôi đánh chìm tại tọa độ 71°42′B 19°11′Đ / 71,7°B 19,183°Đ.